# Campionato mondiale Supersport 300 2025
Il campionato mondiale Supersport 300 2024 è la nona ed ultima edizione del campionato mondiale Supersport 300.

## Stagione
Al termine di questa edizione la Supersport 300 verrà abolita. Due sono le motivazioni preminenti che hanno portato l'organizzatore a questa scelta; entrambe imputabili alla facilità nel portare al limite le motociclette di questa categoria (stante il relativamente alto peso contrapposto alla poca potenza):
- L'alta pericolosità della serie: tanti decessi di piloti in pista, in così poche edizioni, dovuti principalmente a contatti di gara figli della troppa vicinanza dei mezzi nei grupponi.[4]
- La difficoltà, salvo rare eccezioni, dei piloti messisi in mostra nella serie ad affermarsi anche nelle cilindrate superiori; soprattutto nel mondiale Supersport. Per cui la categoria, seppur costosa, risulta poco formativa.

A partire dal 2026 verrà istituito il Campionato mondiale Sportbike, a sostituzione delle 300, con sperimentazioni già in atto ad esempio nel British Superbike Championship e nel Campionato Italiano Velocità. Tale categoria, con motociclette di cilindrate superiori ma più economiche, è stata pensata per avere gare più selettive e meno di gruppo.

## Piloti partecipanti
Tutte le motociclette in competizione sono equipaggiate con pneumatici forniti dalla Pirelli.
| Nº | Pilota                | Squadra                             | Motocicletta       |
| -- | --------------------- | ----------------------------------- | ------------------ |
| 4  | Emanuele Cazzaniga    | Racestar Trasimeno                  | Yamaha YZF-R3      |
| 6  | Jeffrey Buis          | Freudenberg KTM-Paligo Racing       | KTM RC 390 R       |
| 7  | Beñat Fernández       | Team #109 Retro Traffic Kove        | Kove 321RR         |
| 8  | Ivan Granero          | Kawasaki GP-Project                 | Kawasaki Ninja 400 |
| 9  | Emiliano Ercolani     | Kawasaki GP-Project                 | Kawasaki Ninja 400 |
| 11 | Filip Novotny         | Accolade Smrž Racing BGR            | Kawasaki Ninja 400 |
| 12 | Humberto Maier        | Yamaha MS Racing/AD78 Latin America | Yamaha YZF-R3      |
| 13 | Roberto Fernández     | Kawasaki Junior Team by MTM         | Kawasaki Ninja 400 |
| 16 | Uriel Hidalgo         | Deza-Box 77 Racing                  | Kawasaki Ninja 400 |
| 18 | Pablo Olivares        | Kawasaki GP-Project                 | Kawasaki Ninja 400 |
| 23 | Elia Bartolini        | BR Corse                            | Yamaha YZF-R3      |
| 25 | Daniel Ocete          | Pons Motorsport Italika Racing      | Kawasaki Ninja 400 |
| 26 | Mirko Gennai          | MTM Kawasaki                        | Kawasaki Ninja 400 |
| 27 | Felix Putra Mulya     | ProGP NitiRacing                    | Yamaha YZF-R3      |
| 29 | Giacomo Zannini       | Kawasaki GP-Project                 | Kawasaki Ninja 400 |
| 29 | Giacomo Zannini       | Deza-Box 77 Racing                  | Kawasaki Ninja 400 |
| 32 | Krittapat Keankum     | Arco Motor University               | Yamaha YZF-R3      |
| 33 | Gonzalo Sánchez       | Arco Motor University               | Yamaha YZF-R3      |
| 36 | Faerozi Toreqottullah | ProGP NitiRacing                    | Yamaha YZF-R3      |
| 38 | David Salvador        | Team Prodina Kawasaki               | Kawasaki Ninja 400 |
| 39 | Juan Risueño          | MS Racing                           | Yamaha YZF-R3      |
| 43 | Marco Gaggi           | BR Corse                            | Yamaha YZF-R3      |
| 47 | Antonio Torres        | Team Prodina Kawasaki               | Kawasaki Ninja 400 |
| 48 | Julio García          | Team Prodina Kawasaki               | Kawasaki Ninja 400 |
| 50 | Carter Thompson       | MTM Kawasaki                        | Kawasaki Ninja 400 |
| 53 | Petr Svoboda          | Kawasaki Junior Team by MTM         | Kawasaki Ninja 400 |
| 55 | Unai Calatayud        | Arco Motor University               | Yamaha YZF-R3      |
| 58 | Valentin Folger       | Arco Motor University               | Yamaha YZF-R3      |
| 61 | Gianmaria Ibidi       | Yamaha Motoxracing                  | Yamaha YZF-R3      |
| 62 | Kevin Fontainha       | Yamaha MS Racing/AD78 Latin America | Yamaha YZF-R3      |
| 66 | Phillip Tonn          | Freudenberg KTM-Paligo Racing       | KTM RC 390 R       |
| 69 | Alessandro Di Persio  | Arco Motor University               | Yamaha YZF-R3      |
| 77 | José Osuna Sáez       | Deza-Box 77 Racing                  | Kawasaki Ninja 400 |
| 78 | Jacob Rosenthaler     | Freudenberg KTM-Paligo Racing       | KTM RC 390 R       |
| 79 | Tomas Alonso          | Pons Motosport Italika Racing       | Kawasaki Ninja 400 |
| 85 | Kevin Sabatucci       | Accolade Smrž Racing BGR            | Kawasaki Ninja 400 |
| 86 | Daniel Tureček        | Rohac & Fejta Motoracing Team       | Kawasaki Ninja 400 |
| 87 | Cameron Swain         | Yamaha Motoxracing                  | Yamaha YZF-R3      |
| 88 | Daniel Mogeda         | Team #109 Retro Traffic Kove        | Kove 321RR         |
| 88 | Daniel Mogeda         | Pons Motosport Italika Racing       | Kawasaki Ninja 400 |
| 91 | Matteo Vannucci       | PATA Yamaha AG Motorsport Italia    | Yamaha YZF-R3      |
| 96 | Marc Vich             | Yamaha Motoxracing                  | Yamaha YZF-R3      |

| Legenda            |
| ------------------ |
| Pilota wildcard    |
| Pilota sostitutivo |

## Calendario
| Nº | Data              | Gran Premio    | Circuito    | Pole Position   | Vincitore gara 1 | Vincitore gara 2 | Leader del Campionato | Resoconto |
| -- | ----------------- | -------------- | ----------- | --------------- | ---------------- | ---------------- | --------------------- | --------- |
| 1  | 29 e 30 marzo     | Portogallo     | Portimão    | Beñat Fernández | Jeffrey Buis     | Beñat Fernández  | Julio García          | Resoconto |
| 2  | 12 e 13 aprile    | Paesi Bassi    | Assen       | Julio García    | Jeffrey Buis     | Jeffrey Buis     | Jeffrey Buis          | Resoconto |
| 3  | 17 e 18 maggio    | Rep. Ceca      | Most        | Humberto Maier  | Julio García     | Jeffrey Buis     | Jeffrey Buis          | Resoconto |
| 4  | 14 e 15 giugno    | Emilia Romagna | Misano      | Antonio Torres  | Carter Thompson  | Beñat Fernández  | Beñat Fernández       | Resoconto |
| 5  | 6 e 7 settembre   | Francia        | Magny-Cours |                 |                  |                  |                       |           |
| 6  | 27 e 28 settembre | Aragona        | Aragón      |                 |                  |                  |                       |           |
| 7  | 11 e 12 ottobre   | Portogallo     | Estoril     |                 |                  |                  |                       |           |
| 8  | 18 e 19 ottobre   | Spagna         | Jerez       |                 |                  |                  |                       |           |

## Classifiche

### Classifica Piloti
| Pos. | Pilota                | Moto     |     |     |     |     |     |     |     |     |  |  |  |  |  |  |  |  | P.ti |
| ---- | --------------------- | -------- | --- | --- | --- | --- | --- | --- | --- | --- |  |  |  |  |  |  |  |  | ---- |
| 1    | Beñat Fernández       | Kove     | 4   | 1   | 5   | 5   | 3   | 2   | 4   | 1   |  |  |  |  |  |  |  |  | 134  |
| 2    | Julio García          | Kawasaki | 2   | 2   | 3   | 11  | 1   | 5   | 3   | 2   |  |  |  |  |  |  |  |  | 133  |
| 3    | Jeffrey Buis          | KTM      | 1   | Rit | 1   | 1   | 23  | 1   | 8   | 10  |  |  |  |  |  |  |  |  | 114  |
| 4    | David Salvador        | Kawasaki | Rit | 5   | 4   | 2   | 2   | 4   | 5   | 3   |  |  |  |  |  |  |  |  | 104  |
| 5    | Carter Thompson       | Kawasaki | 6   | 4   | 6   | 6   | 11  | 7   | 1   | 5   |  |  |  |  |  |  |  |  | 93   |
| 6    | Humberto Maier        | Yamaha   | 5   | Rit | 2   | 7   | 4   | 3   | 15  | 6   |  |  |  |  |  |  |  |  | 80   |
| 7    | Antonio Torres        | Kawasaki | 3   | 3   | Rit | 9   | 7   | 6   | 7   | 4   |  |  |  |  |  |  |  |  | 80   |
| 8    | Marco Gaggi           | Yamaha   | Rit | NP  | 16  | 4   | 8   | 8   | 2   | 7   |  |  |  |  |  |  |  |  | 58   |
| 9    | Matteo Vannucci       | Yamaha   | 7   | 11  | 8   | 8   | 5   | 11  | 16  | 17  |  |  |  |  |  |  |  |  | 46   |
| 10   | José Osuna Sáez       | Kawasaki | 17  | 9   | 9   | 16  | 9   | 9   | 6   | 8   |  |  |  |  |  |  |  |  | 46   |
| 11   | Daniel Mogeda         | Kawasaki |     |     | 7   | 3   | Rit | Rit | 13  | 12  |  |  |  |  |  |  |  |  | 32   |
| 12   | Felix Putra Mulya     | Yamaha   | 9   | 7   | 12  | 18  | 12  | 19  | 10  | Rit |  |  |  |  |  |  |  |  | 30   |
| 13   | Kevin Fontainha       | Yamaha   | 11  | 12  | 11  | 12  | 14  | 10  | 12  | 18  |  |  |  |  |  |  |  |  | 30   |
| 14   | Elia Bartolini        | Yamaha   | 15  | 8   | 14  | 15  | 6   | Rit | 22  | 16  |  |  |  |  |  |  |  |  | 22   |
| 15   | Kevin Sabatucci       | Kawasaki | 13  | 14  | 13  | 10  | 15  | 14  | 20  | 14  |  |  |  |  |  |  |  |  | 19   |
| 16   | Phillip Tonn          | KTM      | 8   | 6   |     |     |     |     |     |     |  |  |  |  |  |  |  |  | 18   |
| 17   | Mirko Gennai          | Kawasaki | Rit | Rit | 10  | Rit | 13  | 15  | 9   | Rit |  |  |  |  |  |  |  |  | 17   |
| 18   | Juan Risueño          | Yamaha   | 16  | 13  | 19  | 13  | Rit | 24  | 14  | 9   |  |  |  |  |  |  |  |  | 15   |
| 19   | Jacob Rosenthaler     | KTM      |     |     |     |     | Rit | 12  | 11  | 11  |  |  |  |  |  |  |  |  | 14   |
| 20   | Tomas Alonso          | Kawasaki | 10  | 10  | 17  | Rit | 24  | 25  | 24  | Rit |  |  |  |  |  |  |  |  | 12   |
| 21   | Petr Svoboda          | Kawasaki | 14  | 15  | Rit | 17  | 10  | Rit | 26  | 19  |  |  |  |  |  |  |  |  | 9    |
| 22   | Faerozi Toreqottullah | Yamaha   | 12  | Rit | Rit | NP  | 21  | 20  | 25  | Rit |  |  |  |  |  |  |  |  | 4    |
| 23   | Roberto Fernández     | Kawasaki | 18  | 17  | 18  | Rit | 19  | 16  | 17  | 13  |  |  |  |  |  |  |  |  | 3    |
| 24   | Unai Calatayud        | Yamaha   | Rit | NP  |     |     | 22  | 13  | 30  | Rit |  |  |  |  |  |  |  |  | 3    |
| 25   | Emiliano Ercolani     | Kawasaki | Rit | Rit | Rit | 14  | NP  | NP  |     |     |  |  |  |  |  |  |  |  | 2    |
| 26   | Marc Vich             | Yamaha   | 20  | NP  | 20  | 20  | 25  | 17  | 18  | 15  |  |  |  |  |  |  |  |  | 1    |
| 27   | Alessandro Di Persio  | Yamaha   |     |     | 15  | Rit |     |     |     |     |  |  |  |  |  |  |  |  | 1    |
| NC   | Gianmaria Ibidi       | Yamaha   |     |     |     |     | 16  | Rit | 21  | Rit |  |  |  |  |  |  |  |  | 0    |
| -    | Emanuele Cazzaniga    | Yamaha   | 21  | 16  | 22  | 19  | 17  | 18  | 19  | Rit |  |  |  |  |  |  |  |  | 0    |
| -    | Cameron Swain         | Yamaha   | 19  | 18  | 21  | 23  |     |     |     |     |  |  |  |  |  |  |  |  | 0    |
| -    | Filip Novotny         | Kawasaki | Rit | Rit | Rit | Rit | 18  | Rit | Rit | 20  |  |  |  |  |  |  |  |  | 0    |
| -    | Uriel Hidalgo         | Kawasaki | 22  | 19  | Rit | 22  | NP  | NP  |     |     |  |  |  |  |  |  |  |  | 0    |
| -    | Gonzalo Sánchez       | Yamaha   | NP  | NP  |     |     | 20  | 21  | 23  | Rit |  |  |  |  |  |  |  |  | 0    |
| -    | Giacomo Zannini       | Kawasaki | 23  | 20  | 24  | Rit | 27  | 23  | 31  | Rit |  |  |  |  |  |  |  |  | 0    |
| -    | Valentin Folger       | Yamaha   |     |     | 23  | 21  |     |     |     |     |  |  |  |  |  |  |  |  | 0    |
| -    | Ivan Granero          | Kawasaki |     |     |     |     |     |     | 32  | 21  |  |  |  |  |  |  |  |  | 0    |
| -    | Daniel Tureček        | Kawasaki |     |     |     |     | 26  | 22  |     |     |  |  |  |  |  |  |  |  | 0    |
| -    | Pablo Olivares        | Kawasaki |     |     |     |     |     |     | 28  | 22  |  |  |  |  |  |  |  |  | 0    |
| -    | Krittapat Keankum     | Yamaha   |     |     |     |     |     |     | 27  | Rit |  |  |  |  |  |  |  |  | 0    |
| -    | Daniel Ocete          | Kawasaki |     |     |     |     |     |     | 29  | Rit |  |  |  |  |  |  |  |  | 0    |
| Pos  | Pilota                | Moto     |     |     |     |     |     |     |     |     |  |  |  |  |  |  |  |  | P.ti |

| Legenda | 1º posto        | 2º posto            | 3º posto           | A punti      | Senza punti        | Grassetto – Pole position Corsivo – Giro più veloce |
| Legenda | Gara non valida | Non qual./Non part. | Ritirato/Non class | Squalificato | '-' Dato non disp. | Grassetto – Pole position Corsivo – Giro più veloce |

### Costruttori
| Pos. | Costruttore | Motocicletta |   |   |   |   |    |   |   |    |  |  |  |  |  |  |  |  | P.ti |
| ---- | ----------- | ------------ | - | - | - | - | -- | - | - | -- |  |  |  |  |  |  |  |  | ---- |
| 1    | Kawasaki    | Ninja 400    | 2 | 2 | 3 | 2 | 1  | 4 | 1 | 2  |  |  |  |  |  |  |  |  | 159  |
| 2    | Kove        | 321RR        | 4 | 1 | 5 | 5 | 3  | 2 | 4 | 1  |  |  |  |  |  |  |  |  | 136  |
| 3    | KTM         | RC 390 R     | 1 | 6 | 1 | 1 | 23 | 1 | 8 | 10 |  |  |  |  |  |  |  |  | 134  |
| 4    | Yamaha      | YZF-R3       | 5 | 7 | 2 | 4 | 4  | 3 | 2 | 6  |  |  |  |  |  |  |  |  | 112  |